# ویارئال ۲۲۸۴۰
سیارک ۲۲۸۴۰ (به انگلیسی: 22840 Villarreal، نامگذاری:1999RB98) بیست و دو هزار و هشتصد و چهلمین سیارک کشف شده‌است که در ۷ سپتامبر ۱۹۹۹ کشف شد.
قدر مطلق سیارک برابر ۱۳.۵ است.